# 凱撒沙拉
凱撒沙拉是一道沙拉。

## 歷史

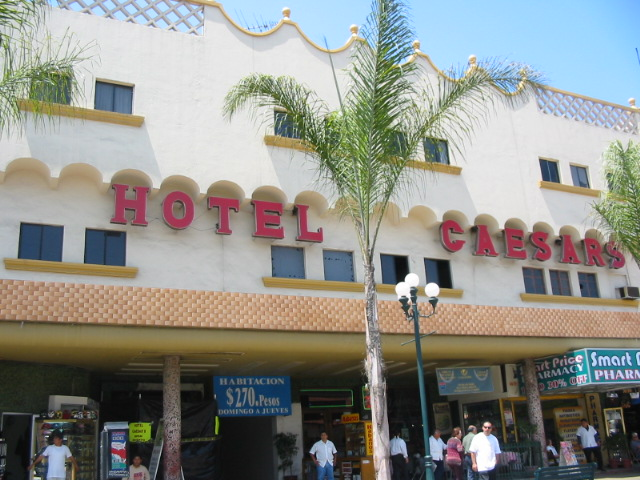
蒂華納的凱撒飯店是凱撒沙拉的发源地。

凱撒·卡狄尼在1924年發明了凱撒沙拉。卡狄尼是個墨西哥蒂華納（Tijuana）的義式餐館老闆兼主廚，他住在聖迭戈，但為了避開禁酒令（Prohibition）而在蒂華納工作。關於沙拉發明的故事有許多種版本，最常見的說法是，在有次七月四日那天，餐廳耗盡了廚房內所有的東西，因此卡狄尼用他僅剩的食材，並以他的天賦異稟，製作出了凱撒沙拉。另一個說法是說，沙拉是為了一群好萊塢明星在週末派對後所製作出的。在現今的墨西哥蒂華納，凱撒飯店（Hotel Caesar）已經不再經營餐館，但重新裝修的飯店旁邊的酒吧與餐館近來也按照傳統開始提供凱撒沙拉（2007年1月10日）。

## 食譜
一份凱撒沙拉通常由下列食材料理製作：
- 長葉萵苣（romaine lettuce）
- 焗麵包粒
- 檸檬汁
- 剛壓扁的蒜頭
- 芥末，粉狀或膏狀
- 橄欖油
- 磨碎的帕馬森乾酪（Parmesan cheese）
- 生的、半熟或滾熟的蛋黃
- 磨碎的黑胡椒
- 伍斯特醬

在《来自茱莉亚·蔡尔德的厨房》（From Julia Child's Kitchen）這本書中，茱莉亚·蔡尔德敘述了在1924年當她還小時，在卡狄尼餐廳吃到凱撒沙拉的經驗。幾年後，為了重現原版的食譜，她找到了卡狄尼的女兒，羅莎·卡狄尼（Rosa Cardini）。羅莎·卡狄尼的食譜與下列連結的那些食譜所有不同。特別的是，萵苣是蓋滿整盤的，因為莖葉的關係會看起來鼓鼓的，而且得用手拿著吃，沙拉頂多加上白煮蛋，但不會有鯷魚。與多數人認知不同的是，原本的凱撒沙拉食譜並沒有包含鯷魚，淡淡的鯷魚味是來自喼汁的關係，卡狄尼事實上不喜歡在他的沙拉中加入鯷魚，但有些現今的食譜上都包含了鯷魚切片或是鯷魚醬的材料。
有些食譜包含了多種食材，如芥末調味料、酪梨、蕃茄、培根碎片、大蒜丁香，或鯷魚。許多餐廳提供更有料的沙拉，像是灑滿烤雞肉、烤鮭魚或烤蝦的凱撒沙拉。今日，在許多意式餐廳和一些墨西哥餐館都會提供凱撒沙拉，有些墨西哥餐館可能偶爾會將麵包丁換成玉米餅條（tortilla），或是用Cotija起司來替代巴馬乾酪（味道相似）。
卡狄尼家族早期將原版的食譜申請註冊，而且瓶裝的卡狄尼凱撒沙拉醬仍然可以買得到，但沒有鯷魚。其他瓶裝的形式現在也有在販售，包括Morgan's和Newman's Own。

## 生蛋和沙門氏菌
許多人擔心凱撒沙拉醬的衛生安全，因為其中的食材：生蛋，其常被發現有感染沙門氏菌的危險，這跟許多類似的調味醬如蛋黃醬也有一樣的顧慮，雖然在大多數的情況下，酸性的pH值認為足以殺死細菌。然而，一些後來版本的食譜講求使用半熟蛋或低溫殺菌的蛋，但即使餐廳製作的凱撒沙拉換成切片、煮熟的蛋，仍無法避免偶爾發生的沙門氏菌感染。今日，許多食譜省去了蛋，並調理成凱撒油醋（vinaigrette），優格也可以用來替代蛋並保有奶油狀的質感。

## 延伸閱讀
- 食物命名列表

## 外部連結
- How to make a Caesar Salad（页面存档备份，存于） - Youtube video "How to make a Caesar Salad" at the original Hotel Caesar in Tijuana, B.C., Mexico.
- Salad (Caesar)（页面存档备份，存于） - A classic recipe, also notable in making use of the phrase ". . . à la Pete Townshend (without all the booze and deafness, of course)."
- Alton Brown's version - Alton Brown (of the cooking show Good Eats) provides this recipe that attempts to be true to the original.
- Ensalada César at the Baja California tourism site (in Spanish).
- History of Salads（页面存档备份，存于）.
- 名菜故事：凱撒沙拉的由來-
- History of the Caesar Salad （页面存档备份，存于）